# Lepturges limpidus
Lepturges limpidus là một loài bọ cánh cứng trong họ Cerambycidae.